# Wildpark Ranua
Wildpark Ranua (Fins: Ranuan eläinpuisto) is een wildpark in de Finse stad Ranua.
Alle dieren leven op grote terreinen afgezet met hekken. Wildpark Ranua is de noordelijkste dierentuin ter wereld en bevat vooral inheemse dieren uit Finland, zoals elanden, bruine beren, wolven, veelvraten en lynxen. Het is ook de enige dierentuin in Finland die ijsberen heeft in een kunstmatig koud gehouden verblijf.